# Gyár

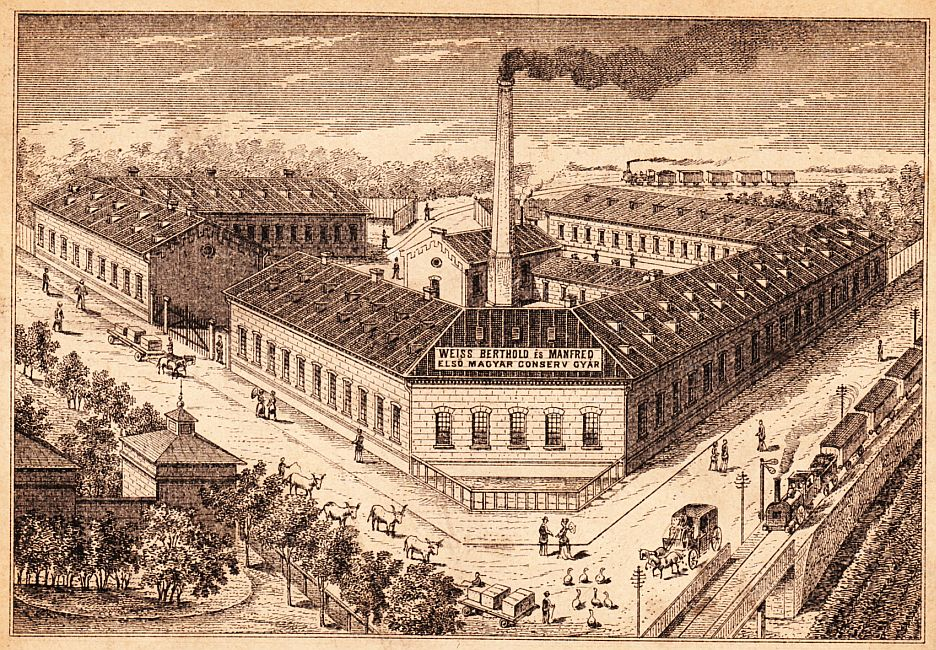
A „Weiss Berthold és Manfréd Első Magyar Conserv gyár” látképe (1880)

A gyár olyan ipari termelő létesítmény, amely ipari üzem néven is számos különböző munkafolyamatot ötvöz, és lényegében gépek, gyári munkások és egy üzemvezető segítségével állít elő termékeket. A gyár tulajdonosát vagy üzemeltetőjét korábban gyártónak, ma többnyire vállalkozónak, vagy a nagyiparban nagyiparosnak is nevezik. Gyárnak nevezik azt az épületegyüttest is, amelyben a termelés folyik.
A 15. században Ghánában az Aranyparton lévő erődöket, ahol rabszolgákat helyeztek el, és a portugálok készítettek fel az Amerikába szállításra, gyárakként is ismerték.
Megkülönböztetik a gyárat a manufaktúrától, amelyben a gépészeti berendezések általában minimálisak, és a munkavégzés nagyrészt kézi munkával, folyamatos munkamegosztással történik. Egy gyár ezzel szemben jelentős mértékben gépekből (számviteli értelemben befektetett eszközökből) áll, ami lehetővé teszi a munkatermelékenység növelését. A bürokratizálódás és a munkamegosztás fokozódásával a „gyár” kifejezést a gyártelep vagy az üzem kifejezés váltotta fel.

## A szó eredete
A gyár szó a nyelvújítás során elvonással keletkezett az ótörök eredetű gyárt igéből.

## Története
A manufaktúrák megalakulásának kezdetén (még a céhrendszer idején) ezeket az állam támogatta, hiszen lehetőséget láttak az értékes termékek exportjának növelésére és a sürgősen szükséges készpénz beszedésére. Bizonyos kivételszerű (a selyemiparban 1600 tájától jelentkező) előzmények után a gyárrendszer – és ezzel együtt a manufaktúrákról a gyárakra való átmenet – a nagy teljesítményű mechanikus eszközök megjelenésével kezdődött a 18. század végén, az iparosodás kezdetén. Ez a fejlődés a közép-angliai Cromfordban kezdődött 1770 körül, amikor Richard Arkwright feltalálta a water-orsót (water frame). 1783-ban Johann Gottfried Brügelmann elberfeldi üzletember megalapította a Cromford textilgyárat Ratingenben, ez volt az első gyár a kontinensen. Az 1801-ben alapított – Wülflingen (ma Winterthur városrésze) melletti Spinnerei Hard – amely fonoda volt, volt az első gyár Svájcban.
A következő évtizedekben, az ipari forradalom időszakában, a gépekkel végzett munka további gépesítése és különösen a gőzgépek növekvő alkalmazása felgyorsította a modern gyár iparosodását és elterjedését.
Az energiát a 19. század közepéig még zömmel vízikerekek szolgáltatták, azután gőzgépek, a 20 században pedig belső égésű és még inkább villanymotorok.
Ezeknek a gépeknek a beszerelését és használatát csak nagy tőkebefektetéssel lehetett megvalósítani, amit sok kis kézműves kisvállalkozó nem tudott biztosítani. Ez a fejlődés számos ágazatban nagyvállalatok létrejövéséhez vezetett, amelyek akkoriban általánosak voltak. Az otthoni vállalkozások és az önálló kisvállalkozások a számos területről származó gyári termékek árának csökkenése miatt kiszorultak. Az iparosok ebből fakadó kényszerhelyzete a 19. században sokáig elhúzódott és akkoriban még kételyeket ébresztett a gyárak szükségességével kapcsolatban.
Fontos lépés volt az egyes gépi műveletek folyamatos összekapcsolása (futószalag, a géprendszer zárttá tétele), majd – a fejlett országokban 1930-tól, szélesebb körben a második világháború után – a géprendszerek automatikus vezérlése és azzal együtt a komputerizáció, végül az ipari robotok.

## A gyárak szociológiája
A gyári működés egyrészt kiszorította a termelők egyes csoportjait, másrészt a gyártóüzemi munkásokon kívül egy sor más munkaterületet hozott létre, mint például a kereskedelmi ügynökökét, technikusokét, munkatervezőkét, művezetőkét, gyári mesterekét, gyári ellenőrökét és gyári tisztviselőkét. A kézi és mezőgazdasági termelésről az üzemi termelésre való átállás társadalmi következményekkel járt. Többek között a következő változásokat idézte elő:
- A lakó- és a munkaterület szétválasztása
- A munkaterület kizárólag munkavégzésre lett használható
- A munkafolyamat fejlesztése és automatikussá tétele

A racionalizáció, a globalizáció és az automatizálás révén egyre kevesebben dolgoznak a nyugat-európai gyárakban, és olyan helyzetbe kerültek, hogy a munka intenzitása miatt egyre több terméket kell legyártaniuk egyre rövidebb idő alatt, összefoglalva: a termelékenységet növelni kell.

## Gyárak Magyarországon
Magyarországon fejletlen manufaktúrák voltak az ipari forradalom idején. 1848-ig csak néhány gyárunk volt, majd a neoabszolutizmus idején 5-ről 480-ra nőtt a gőzgépek száma (100 illetve 8100 lóerő összteljesítménnyel), a kiegyezés után az alapítási ún. gründolási láz időszaka. Az 1873-as válságig a fém- és élelmiszeriparban, azután másutt is jellemzővé vált a gyáripar. A gyárak száma több mint ötszörösére, 5500-ra, munkáslétszámuk 563 ezerre nőtt az első világháború kitöréséig és akkorra a magyar ipari termelés közel háromnegyedét gyárak állították elő.
Hiányos és egyoldalú gyáripart jelzett a kisipar nagy munkáslétszáma, a másik végleten pedig pedig a nagyüzemek túlereje (a gyárak 4 %-a a géppark 40 %-át birtokolta).
A Horthy-korszakban a kisipar volt a jelentős, a középüzemek csak valamelyest gyarapodtak a textilipar korabeli fejlesztésével. Megállt viszont a gyáripar technikai és szervezeti korszerűsödése. Egy-két kivételes ágazat, elsősorban a villamosipar előrehaladását egyenlítették ki. Mindehhez járult a második világháború végének pusztításai, melyek főként a nagyipart sújtották és így 1945 után egyrészt végre kellett hajtani a gyárak rekonstrukcióját és folyamatosan modernizálni kellett a munka- és technológiai szervezetüket.

## Fordítás
- Ez a szócikk részben vagy egészben  a   Fabrik című német Wikipédia-szócikk ezen változatának fordításán alapul.  Az eredeti cikk szerkesztőit annak laptörténete sorolja fel. Ez a jelzés csupán a megfogalmazás eredetét és a szerzői jogokat jelzi, nem szolgál a cikkben szereplő információk forrásmegjelöléseként.